# Gmina Ashfield
Gmina Ashfield (Municipality of Ashfield) – jeden z 38 obszarów samorządu lokalnego wchodzących w skład aglomeracji Sydney, największego zespołu miejskiego Australii. Leży ok. 10 kilometrów na zachód od ścisłego centrum miasta. Liczy 8 km² powierzchni i jest zamieszkiwana przez 39 667 osób (2006).

## Geograficzny podział Ashfield
- Ashfield
- Croydon Park[2]
- Dobroyd Point
- Haberfield
- Hurlstone Park[3]
- Summer Hill

## Galeria

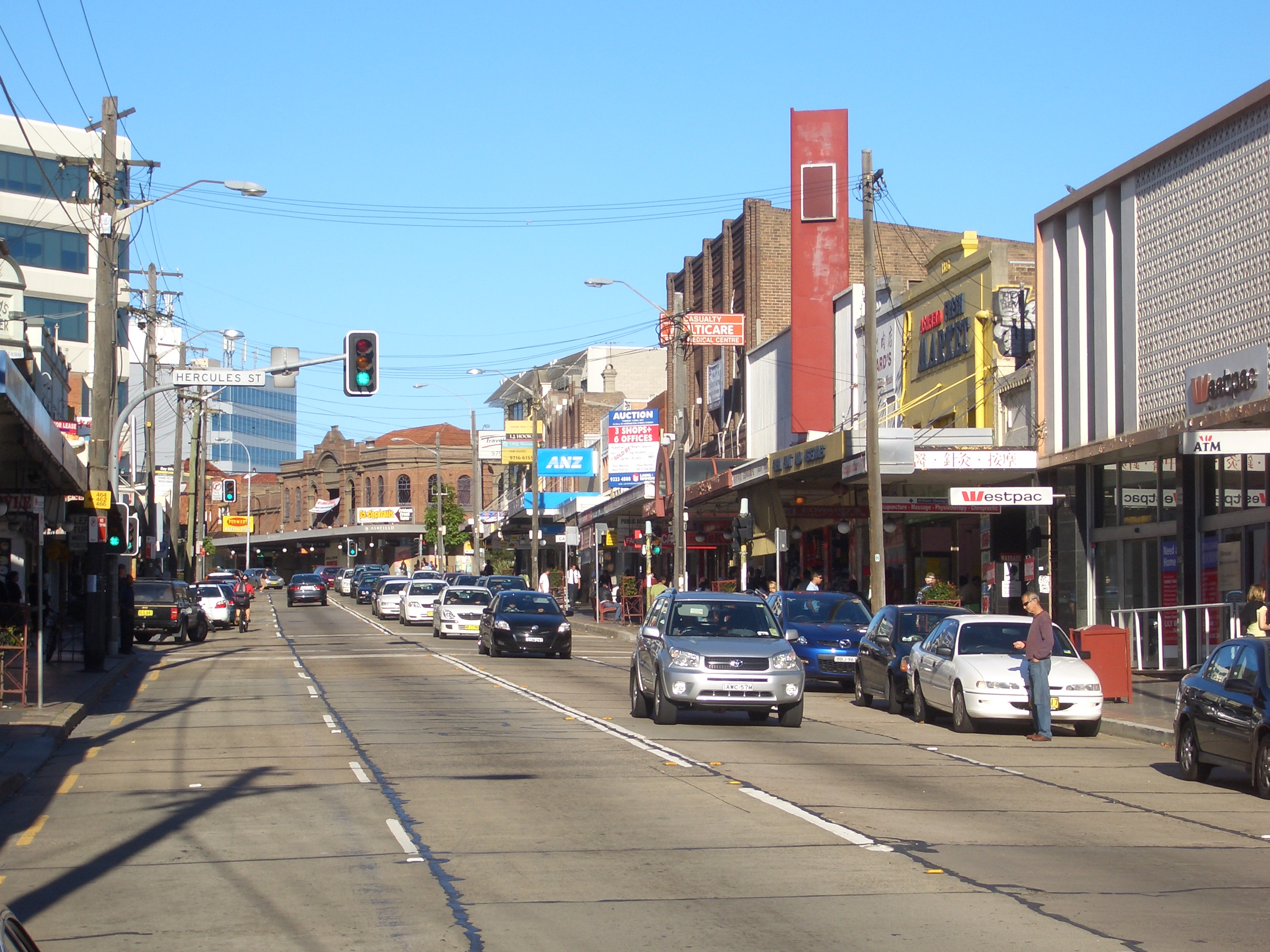
Liverpool Road
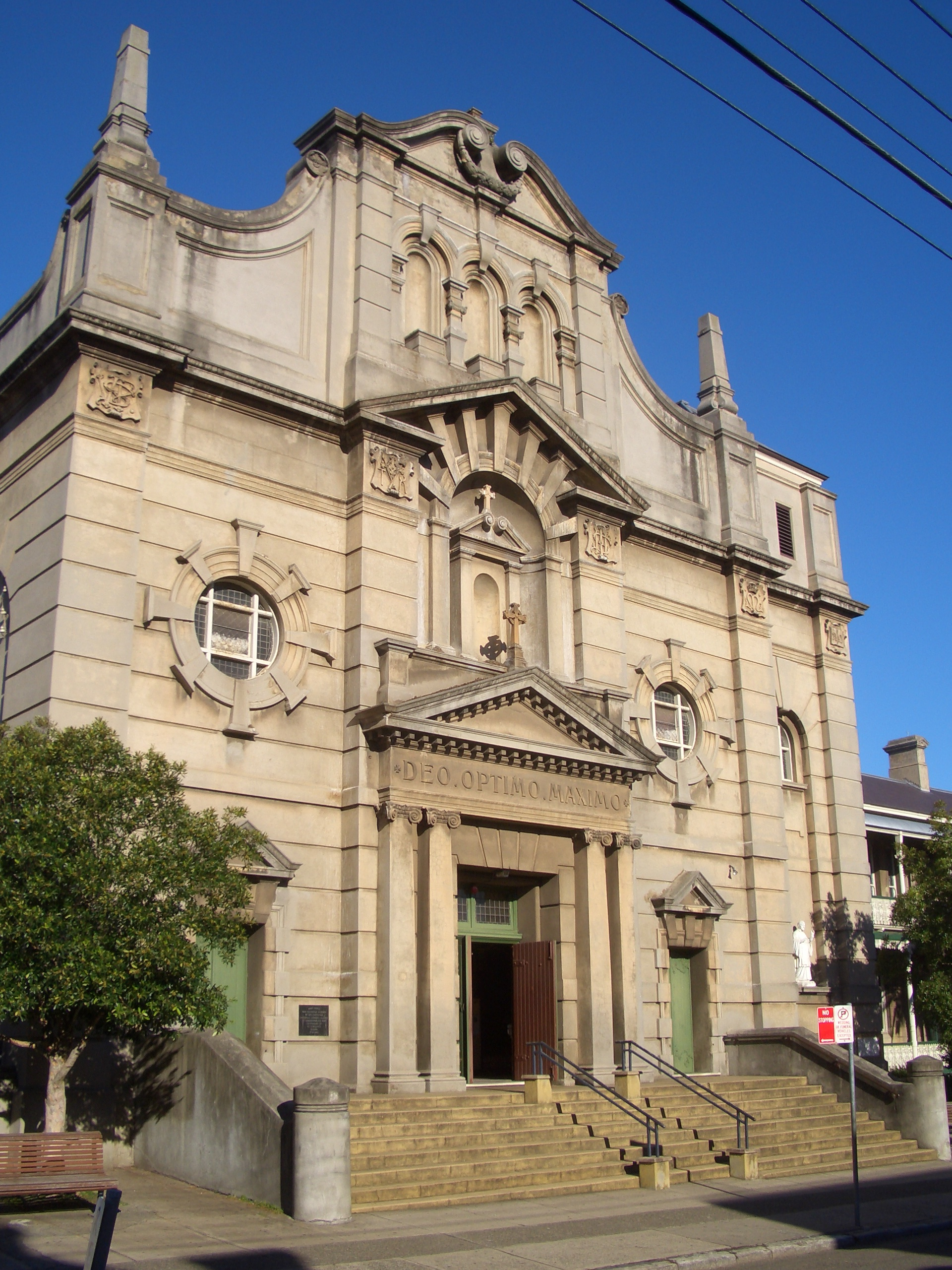
Katolicki kościół św. Wincentego
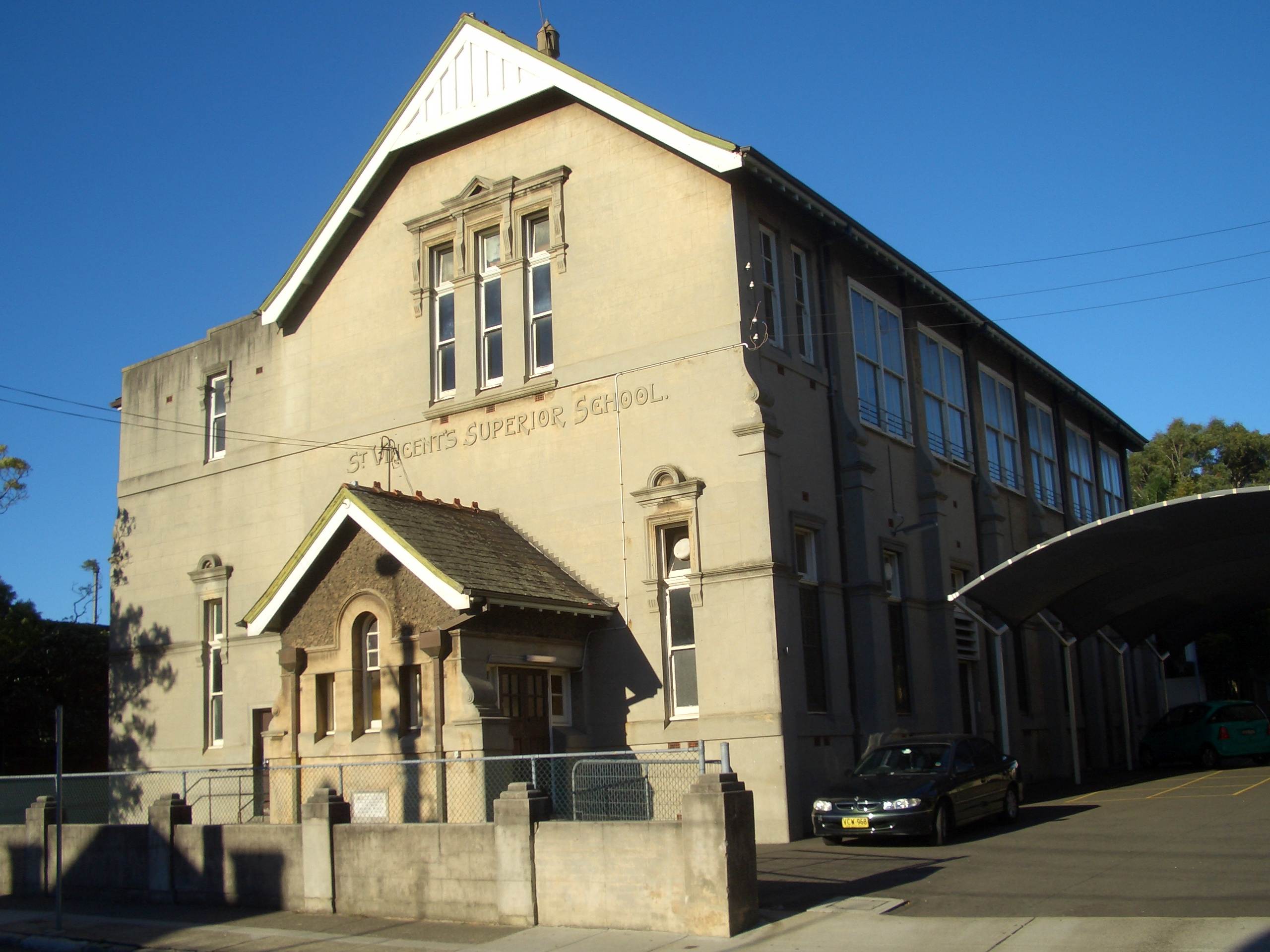
Jedna ze szkół podstawowych